# Alandur
Alandur (en tamil: ஆலந்தூர் ) es una localidad de la India en el distrito de Kanchipuram, estado de Tamil Nadu.

## Geografía
Se encuentra a una altitud de 13 m.s.m. a 10 km de la capital estatal, Chennai, en la zona horaria UTC +5:30.

## Demografía
Según estimación 2010 contaba con una población de 163 158 habitantes.